# Henrique Gomes
Henrique Martins Gomes (Barcelos, 30 novembre 1995) è un calciatore portoghese, difensore dell'Olympiakos Nicosia.

## Caratteristiche tecniche
È un terzino sinistro.

## Carriera
Ha esordito in Primeira Liga il 29 settembre 2019 disputando con il Gil Vicente l'incontro perso 1-0 contro il Santa Clara.